# Agrón
Agrón – gmina w Hiszpanii, w prowincji Grenada, w Andaluzji, o powierzchni 27 km². W 2018 roku gmina liczyła 288 mieszkańców. Inne pobliskie miasta to Pantano de los Bermejales i Ácula. Agrón jest jednym z pięćdziesięciu dwóch podmiotów tworzących obszar metropolitalny w Granadzie.